# Marilyn Neufville
Marilyn Fay Neufville, jamajško-britanska atletinja, * 16. november 1952, Hectors River, Jamajka.
Pri osmih letih je emigrirala v Združeno kraljestvo, za katero je nastopala v začetku kariere, od sredine leta 1970 pa za Jamajko. Nastopila je na poletnih olimpijskih igrah leta 1976 ter izpadla v prvem krogu teka na 400 m. Na evropskih dvoranskih prvenstvih je osvojila naslov prvakinje v isti disciplini leta 1970, kot tudi na igrah Skupnosti narodov leta 1970 in panameriških igrah leta 1971, ko je osvojila še bronasto medaljo v štafeti 4x400 m. 23. julija 1970 je postavila svetovni rekord v teku na 400 m s časom 51,0 s, ki je veljal do leta 1974.